# Südlicher Mandarinschnauz-Dornhai
Der Südliche Mandarinschnauz-Dornhai (Cirrhigaleus australis) ist eine der drei Arten der Gattung Cirrhigaleus innerhalb der Dornhaie (Squalidae). Er wurde erst 2007 von dem Mandarinschnauz-Dornhai (C. barbifer) aufgrund molekularbiologischer und anatomischer Merkmale abgegrenzt. Sein Verbreitungsgebiet liegt in den Riffgebieten vor der Ostküste Australien und um Neuseeland.

## Aussehen und Merkmale
Der Südliche Mandarinschnauz-Dornhai ist ein mittelgroßer Hai mit einer Körperlänge von etwa einem Meter. Er hat einen gedrungenen Körper mit einem breiten, flachen Kopf. Auffällig sind die beiden langen Barteln  die an den Nasenlöchern beginnen und bis zum Maul reichen.
Er hat eine graubraune Rückenfärbung und einen helleren Bauch, die Haut ist im Vergleich zu anderen Haiarten sehr derb. Die Hinterränder aller Flossen sind weiß ohne weitere Zeichnung. Verwechslungen können nur mit dem Rauhaut-Dornhai (C. asper) vorkommen, der jedoch deutlich kürzere Barteln besitzt und vor allem an den Küsten Afrikas und im Golf von Mexiko vorkommt. Gegenüber dem Mandarinschnauz-Dornhai unterscheidet sich diese Art vor allem durch äußerlich kaum erkennbare anatomische sowie molekularbiologische Merkmale, eine Unterscheidung kann also nur aufgrund des Beobachtungsgebietes oder Laboruntersuchungen vorgenommen werden.
Er besitzt keine Afterflosse und zwei Rückenflossen mit den ordnungstypischen Stacheln vor den Rückenflossen. Die erste Rückenflosse beginnt hinter dem Ende der Brustflossen und etwas größer als die zweite Rückenflosse. Die Brustflossen sind groß und breit dreieckig. Wie alle Arten der Familie besitzen die Tiere fünf Kiemenspalten und haben ein Spritzloch hinter dem Auge.

## Verbreitung

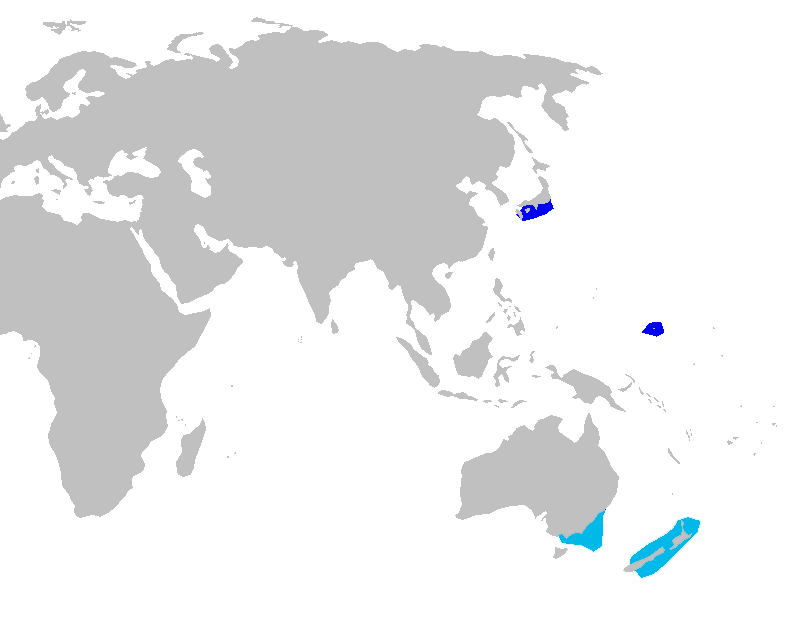
Verbreitungsgebiet des Mandarinschnauz-Dornhais (blau) und des Südlichen Mandarinschnauz-Dornhais (cyan)

Das Verbreitungsgebiet dieser Art umfasst die Riffgebiete vor der Ostküste Australiens und um Neuseeland.

## Lebensweise
Der Südliche Mandarinschnauz-Dornhai lebt in Küstennähe über dem Kontinentalschelf und kommt in Tiefen von 140 bis 640 Metern vor. Dabei lebt er vor allem in Bodennähe oder direkt am Meeresboden. Angaben über sein Nahrungsspektrum existieren nicht, es wird angenommen, dass die langen Barteln Chemorezeptoren zum Aufspüren von Beutetieren enthalten. Für den Menschen ist er ungefährlich. Er ist wie andere Arten der Ordnung lebendgebärend.

## Systematik
Die Gattung Cirrhigaleus besteht aktuell aus zwei oder drei Arten: dem Mandarinschnauz-Dornhai (C. barbifer) und dem Rauhaut-Dornhai (C. asper) als anerkannte Arten sowie dem 2007 beschriebenen Südlichen Mandarinschnauz-Dornhai (C. australis), der die Vorkommen der bisher als Mandarinschnauz-Dornhai gefassten Populationen vor den Küsten Australiens und Neuseelands umfasst und somit ersteren auf die nordpazifischen Vorkommen reduziert.

## Gefährdung
Der Mandarinschnauz-Dornhai ist in der Roten Liste der IUCN als Art der Vorwarnliste („near threatened“) eingestuft, da er in seinem Verbreitungsgebiet nur selten gesichtet bzw. als Beifang in der Fischerei gefangen wird. Davon abgegrenzte Angaben zum Südlichen Mandarinschnauz-Dornhai liegen nicht vor.

## Belege
1. 1 2  William T. White, Peter R. Last, John D. Stevens: Cirrhigaleus australis n. sp., a new Mandarin dogfish (Squaliformes: Squalidae) from the south-west Pacific. In: Zootaxa. Band 1560, 2007, S. 19–30.
2. ↑  Cirrhigaleus barbifer in der Roten Liste gefährdeter Arten der IUCN 2008. Eingestellt von: White, W.T. (SSG Australia & Oceania Regional Workshop, March 2003), 2003. Abgerufen am 8. November 2008.